# El pillo de playa
El pillo de playa es un cuadro del pintor español Joaquín Sorolla, terminado en 1891. Está realizado en óleo sobre lienzo y tiene un tamaño de 80,5 x 124 cm. Se encuentra en el Museo Sorolla en Madrid. 
El cuadro consiste en una mujer sentada en la playa cosiendo unas redes de pesca. A su derecha hay un chico sobre la arena recostado mirándola. Delante de ellos hay una barca en la arena.
En el año 2000, fue adquirido en una subasta en Sevilla por el Ministerio de Cultura por 100 millones de pesetas.